# Гильом Мале
Гильом (Уильям) Мале (англ. William Malet, фр. Guillaume Malet; умер в 1071) — англо-нормандский барон, сеньор де Гравиль, шериф Йоркшира в 1068—1069 годах, шериф Норфолка и Саффолка с 1070 года. Судя по всему, его отец был нормандцем, а мать происходила из англосаксонской знати. Гильом был верным соратником Вильгельма I Завоевателя, принимал участие в нормандском завоевании Англии и участвовал в битве при Гастингсе.
В 1068 году Гильом был назначен кастеляном Йоркского замка, а также шерифом Йоркшира, став, возможно, первым нормандским шерифом в Англии. Тогда же он получил владения в Йоркшире, которыми владел, пока сохранял должность шерифа. Этот регион был неспокойным, его население относилось враждебно к нормандским завоевателям. Вскоре Гильом столкнулся с восстанием местной знати, для подавления которого королю пришлось предпринять поход. Осенью следующего года началось датское вторжение в Йоркшир, к которому присоединились англосаксонский принц Эдгар Этелинг и граф Нортумбрии Моркар. Гильом переоценил свои способности и отказался от помощи короля. В результате необдуманных действий город сгорел, а большая часть гарнизона, предпринявшего неосмотрительную вылазку, погибла. Сам Гильом с семьёй попал в плен. Чтобы противостоять вторжению и восстанию, которое быстро распространилось с севера в Западную и Юго-Западную Англию, Вильгельм Завоеватель организовал военную кампанию. Ему удалось подавить восстание, а датчане отступили, освободив Гильома.
Хотя Гильом и был смещён с поста шерифа, но королевского доверия не утратил, получив аналогичную должность в Саффолке, а также обширные владения в Восточной Англии, превышавшие по размеру те, которыми он владел ранее в Йоркшире. Предприимчивость Гильома сделала его земли центром внутренней торговли в Восточной Англии, процветал и располагавшийся в его владениях морской порт Данвич. В конце 1071 года Вильгельм Завоеватель послал Гильома с миссией в болотистую местность к югу от Уоша, где началось восстание, в результате чего он погиб.

## Происхождение
Гильом, судя по всему, происходил из рода, владевшего сеньорией Гранвиль—Сент-Онорин в нормандской области Пей-де-Ко. В поэме «Carmen de Hastingae Proelio», создание которой приписывается епископу Ги Амьенскому, сообщается, что Мале был частично нормандцем, частично англичанином. Кроме того, там же Гильом назван «другом Гарольда», что, по мнению Кэтрин Китс-Роэн, намекает на его дружеские отношения с королём Гарольдом II Годвинсоном.
Большая часть родовых владений Мале располагалась в области Пей-де-Ко. Судя по всему, они образовались к концу четвёртого десятилетия XI века путём отчуждения ряда земель от более крупных феодальных владений с центром в Монтивилье, принадлежащих роду Жиффаров. При этом с самого начала интересы семьи Мале выходили далеко за пределы Пей-де-Ко. Известно, что у них были земли к югу от Сены в современном департаменте Эр. Центром владений Мале в Нормандии был большой укреплённый замок Гравиль-Сент-Онорин, который занимал господствующее положение на северном берегу устья Сены. Огромный овальный холм, на котором он размещался, был частично виден ещё в 1870 году и имел размеры около 85 на 65 метров в диаметре. В настоящее время это место занимает пригород города Гавр. Вода в замок поступала через многочисленные каналы, проходящие через болото, которое отделяло его от устья. К востоку от Гравиля располагался зарождающийся порт Арфлёр, в торговле через который ведущую роль играли Жиффары и Мале. Именно через Арфлёр представители рода в дальнейшем поддерживали связь со своими английскими владениями по другую сторону Ла-Манша. Кроме того, из того же порта на небольших лодках можно было добраться через болото в другие поместья Мале, располагавшиеся вверх по течению.
Отец Гильома, судя по всему, был предыдущим владельцем сеньории Гравиль, одним из вассалов Жиффаров, а мать происходила из англосаксонского рода. Легенды, которые связывают шерифа Торольда с Годгифу (Годивой) эрла Мерсии Леофрика (и матерью жены Гарольда II), по мнению К. Китс-Роэн, вероятно указывают на родство матери Гильома с эрлами Мерсии или их жёнами. Поскольку Гильом и его потомки были связаны с Линкольнширом, скорее всего, именно оттуда происходили его предки по женской линии. Высказывались предположения, что Мале мог переселиться в Англию ещё до нормандского завоевания, однако не существует никаких свидетельств, что он владел какими-то землями в Англии до 1069 года.
Происхождение прозвища «Мале», которое носил Гильом, вызывало споры. Сейчас считается, что оно обозначает «тот, кто управляет почтовой лошадью с багажом».

## Ранняя биография
Гильом и его старший сын Роберт были важными членами двора нормандского герцога Вильгельма задолго до нормандского завоевания Англии. Их имена встречаются в 1060—1066 годах в качестве свидетелей ряда хартий нормандского герцога Вильгельма Завоевателя, связанных с аббатствами Монтивилье и Жюмьеж. Также он был связан с аббатствами Прео в Лёвене, в общину которого его принял в 1060 году аббат Ансфрид, и Бек. Последнее обстоятельство привело к его ошибочной идентификации с одноимённым потомком, ставшим монахом.
Свадьба с Эсилией, дочерью Жильбера Криспина, кастеляна Тийера и Вексена, вероятно принесла Гильому интересы в районе Лизьё.
В 1066 году Гильом участвовал в нормандском завоевании Англии и битве при Гастингсе. Поздние источники сообщают, что именно ему был отдан приказ похоронить тело Гарольда II на берегу моря. Неизвестно, имел ли Гильом действительно отношение к похоронам погибшего короля, но в настоящее время установлено, что тело Гаральда было захоронено в основанной им самим церкви в Уолтеме.
Гильом был верным соратником ставшего английским королём Вильгельма Завоевателя, который высоко ценил его преданность, но не совсем ясно, чем он занимался до 1069 года.

## Шериф Йоркшира

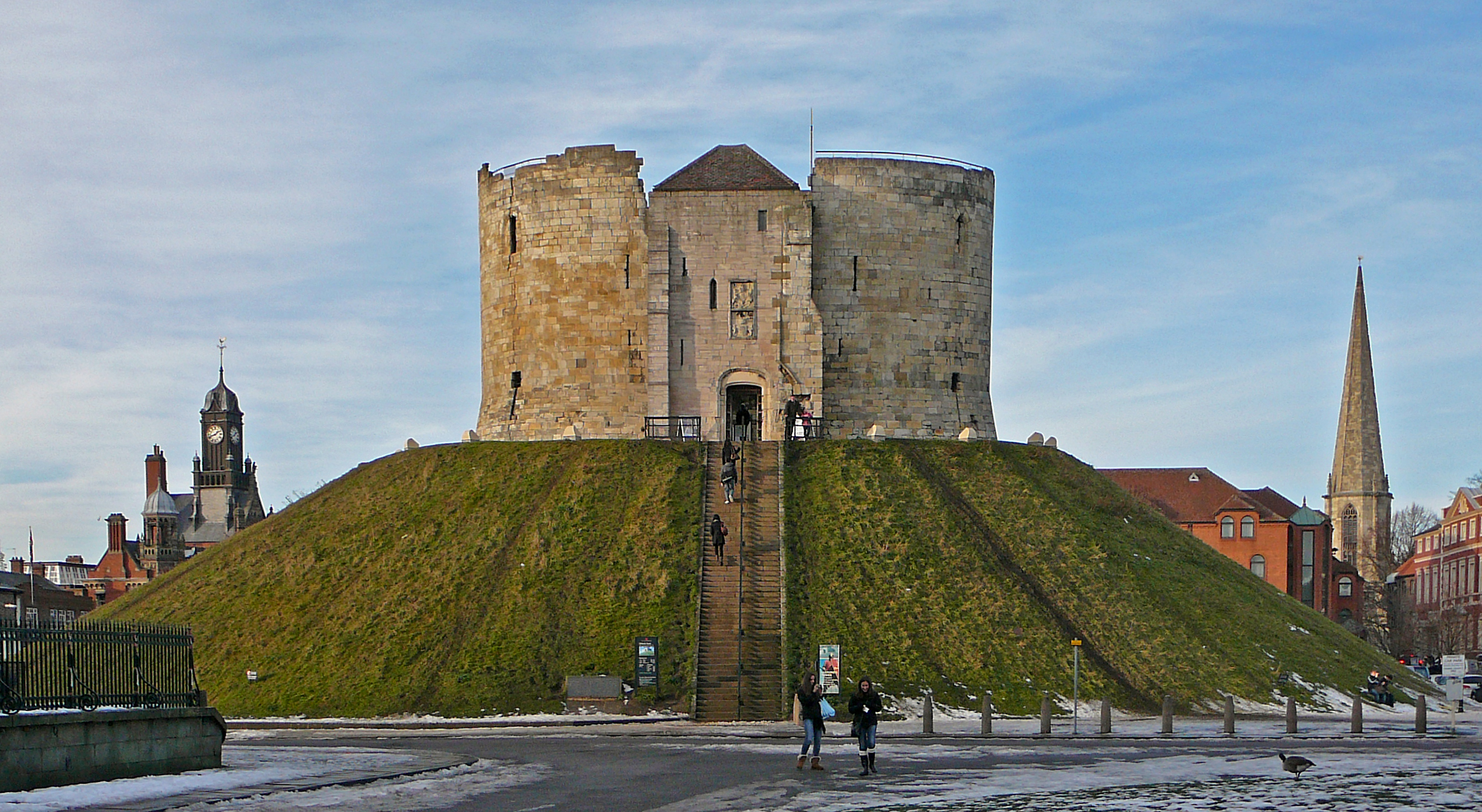
Холм Клиффордс-Тауэр, на котором был построен Йоркский замок

После завоевания Англии в Йоркшире и Нортумбрии было неспокойно: между разными фракциями, большинство из которых были противниками норманнов, возникали постоянные распри. Ко всему прочему, обосновавшийся в Нортумбрии бывший эрл Моркар обратился за помощью к шотландцам и датчанам. Обеспокоенный этими известиями в конце лета или осенью 1068 года Вильгельм двинулся в Северную Англию и захватил Йорк, чем предотвратил создание там эффективного сопротивления своей власти. Тогда же к югу от обнесённого стеной города на холме Клиффорд Тауэр он построил деревянный Йоркский замок. Кастеляном был назначен Роберт Фиц-Ричард, но в феврале 1069 года он был убит сторонниками англосаксонского принца Эдгара Этелинга, захватившими Йорк, хотя замок устоял. Взамен убитого король возложил руководство на Гильома Мале.
Сирил Хёрт считает, что, возможно, Гильом был не в восторге от своего назначения, поскольку он оказался среди враждебного населения: нормандская администрация контролировала лишь юго-восточные районы Англии, остальная же территория королевства управлялась только благодаря выразившим Вильгельму Завоевателю свою лояльность крупным англосаксонским магнатам. Уже вскоре после назначения, весной 1068 года, вспыхнуло восстание, причём около Йорка появился сам Эдгар Этелинг с отрядом нортумбрийцев, поддержав мятежников, осадивших замок, который оборонял Гильом. Мале удалось послал срочную просьбу о помощи королю, который быстро откликнулся на неё. Предприняв форсированный марш, королевская армия быстро добралась до Йорка. Благодаря эффекту внезапности Вильгельму удалось разбить мятежников, преследуя бежавших до реки Тис. За те 8 дней, что Вильгельм пробыл в Йорке, он, согласно «Англосаксонской хронике» разорил город, чем-то осквернил собор и начал строительство второго деревянного замка на окраине города на Бейл-Хилл, располагавшемся на западном (противоположном от города) берегу реки Уз. Завершать строительство король поручил Уильяму Фиц-Осберну, а сам отправился в Уинчестер праздновать Пасху.
Вероятно, что за несколько месяцев до назначения кастеляном Йорка Гильом был сделан шерифом Йоркшира. Самая ранняя дата, когда он мог получить эту должность — поздняя осень 1068 года. Судя по всему, Мале был первым нормандским шерифом в Англии. Вероятно, что именно тогда возникли первые нормандские феодальные владения в Йоркшире. И именно в этот период Гильом приобрёл собственные обширные владения в графстве.
В отличие от многих других представителей нормандской знати, которые получали в Англии ранее принадлежавшие англосаксонским или датским магнатам владения, разбросанные по разным графствам, земли, которые получил Гильом, были, как и у некоторых других шерифов этого периода, сосредоточены в пределах своего графства. Владения накапливались постепенно по мере перераспределения относительно небольшой собственности, которой владели многочисленные тэны со скромным достатком. Согласно «Книге Страшного суда», полученные Гильомом поместья были сосредоточены в трёх областях. Первая группа располагалась в районе Йорка — во всех трёх райдингах — 30 поместий общим размером более 90 запашек. Также в его владении находилось 9 домов в самом Йорке, занятых арендаторами. Также в «Книге Страшного суда» упоминается ряд поместий в районе Йорка, которыми в 1086 году владел Роберт I Мале, сын Гильома; возможно, что их он унаследовал от отца. Вторая группа поместий Гильома располагалась в районе Тиссайда на границе с Нортумбрией. Всего он владел 8 поместьями размером в 28 запашек. В 1086 году они находились в разных руках; Роберт Мале ни на одно из них не претендовал. Третья группа поместий располагалась в пределах большого уэпентейка Холдернесс. В «Книге Страшного суда» сообщается, что Гильом владел ими до того времени, как попал в датский плен. При этом владения Мале располагались так, чтобы не посягать на подтверждённые королём земли, принадлежавшие архиепископу Элдреду.
Вероятно, поместья были получены Гильомом после постройки второго замка в Йорке. С. Хёрт указывает, что эти владения располагались в стратегически важных местах — вдоль основных дорог и на полуострове Холдернесс, который мог стать подходящей базой для флота, намеревающегося захватить Йорк. С другой стороны, Холдернесс был богатейшим землевладельческим регионом Йоркшира, что также могло объяснить выбор Гильома. Всеми этими поместьями он владел, пока сохранял пост шерифа.

## Датское вторжение в Йоркшир
В конце августа 1069 года у устья Хамбера высадилось огромное войско датчан. Там к нему присоединился Эдгар Этелинг и граф Нортумбрии с большей частью местного населения. Ордерик Виталий сообщает, что узнавший о вторжении Вильгельм Завоеватель послал Мале в Йорк предупреждение, предложив прийти к нему на помощь, но шериф ответил, что сможет и сам продержаться в городе целый год, если это потребуется. Однако его уверенность в своих силах оказалась катастрофически неуместной. Наиболее подробный отчёт о произошедших далее событиях даёт латинская Вустерская хроника. 11 сентября умер архиепископ Элдред, неутомимо пытавшийся остановить мятеж. Его похоронили в Йоркском соборе 19 сентября. На следующий день гарнизоны обоих замков сожгли соседние дома, опасаясь, что те могут быть использованы датчанами в качестве источника дерева, чтобы завалить рвы. Огонь распространился настолько быстро, что уничтожил весь город, включая собор. Ещё до того как пожар был потушен, гарнизон совершил необдуманную вылазку, подставившись под превосходящие их силы прибывших датчан. Хронист сообщает, что в результате погибло около 3 тысяч нормандцев, что оставило замки фактически без защиты. Гильом, его жена и двое младших детей оказались среди тех немногих, кому посчастливилось сбежать, но они попали в плен. В дальнейшем датчане сохранили шерифу и его семье жизнь.
Чтобы противостоять восстанию, которое быстро распространилось с севера в Западную и Юго-Западную Англию, Вильгельм Завоеватель организовал военную кампанию, вошедшую в историю под названием «Опустошение Севера». Несколько его приближённых отправились восстанавливать королевскую власть на запад и юго-запад страны, а сам он выступил на север. Узнав о его приближении, датчане бежали через Хамбер к берегу Линдси, захватив с собой большую добычу. Там они погрузились на свои корабли, а армия Эдуарда Этелинга рассеялась по сельской местности. Гильома и его семью, судя по всему, датчане взяли с собой в качестве заложников.
Дальше Вильгельм начал безжалостную охоту на мятежников в Йоркшире и Нортумберленде, опустошив и уничтожив большинство деревень. Те жители, которые не были убиты, умерли от голода. Опустошение было настолько велико, что почти 2 десятилетия спустя «Книга Страшного суда» описывает большую часть этой территории как «пустыню». Есть сообщения, что английский король заключил с датчанами соглашение, которое позволяло им свободно добывать продовольствие вдоль побережья, пока они не отплыли обратно в Данию. Хотя документального подтверждения не существует, по мнению С. Хёрт, частью этой сделки было освобождение Мале и его семьи. Однако с поста шерифа Йоркшира король Гильома, не показавшего себя хорошим военачальником и эффективным управленцем, сместил, назначив на его место Гуго Фиц-Балдрика. Вряд ли Мале когда-либо вернулся в Йоркшир.

## Землевладелец в Восточной Англии
Несмотря на неудачи в Йоркшире, Гильом, судя по всему, остался в фаворе у короля. Следующий раз в источниках он упоминается в качестве крупного землевладельца в Восточной Англии, намного превышавшего его прежние владения в Йоркшире.
Состав принадлежавших Гильому владений восстановил С. Хёрт на основании анализа владений Мале в Линдси и примыкающих графствах, упоминаемых в 1086 году в «Книге Страшного суда». В самом Линдси ему принадлежало 1 поместье размером в 5 запашек в Олкборо, располагавшееся в северо-западном углу северного райдинга Линдси рядом с впадением Трента в Хамбер. В 1086 году оно принадлежало Иво Тайбуа, шерифу Линкольншира, вероятному зятю Гильома. Исходя из записи в «Книге Страшного суда» о том, что ранее этим поместьем владел Гильом, Джон Гораций Раунд сделал вывод, что Мале обосновался в Англии ещё до нормандского завоевания. Этой же точки зрения придерживаются большинство позднейших исследователей «Книги Страшного суда», но с ней не соглашается С. Хёрт. Историк считает, что это поместье Гильом получил не в результате конфискации земель Вильгельмом Завоевателем, а унаследовал. По мнению Хёрта, Олкборо тот получил во время пребывания на должности шерифа Йоркшира, а вскоре после смещения с должности передал поместье Иво.
Другие линкольнширские владения Мале, которые упоминаются в «Обследовании Линдси», располагаются в основном к северу от Линкольна. Большая часть поместий в 1086 году принадлежали Дюрану Мале, меньшая часть, в Кестевене — Роберту Мале, другому сыну Гильома. Кроме того, Дюран имел поместья в Ноттингемшире, Саффолке и Норфолке. Вероятно, его потомками были Ральф Мале и Уолтер Мале, имевшие в 1115/1116 году владения в Линдси.
Судя по всему, Вильгельм Завоеватель вскоре после смещения осенью 1069 года Гильома с должности шерифа Йоркшира назначил его на аналогичную должность в Саффолке. Хотя в письме короля к епископу Эльмхема Этельмеру и аббату Бери-Сент-Эдмундса Болдуину Мале не упоминается как шериф, из его контекста исследователи сделали вывод, что он действовал именно как шериф Саффолка. При этом епископ Этельмер вместе со своим братом, архиепископом Кентерберийским Стигандом, были смещены со своих должностей 11 апреля 1070 года после расследования папского легата.
Вместе с должностью Гильом получил огромные владения в Саффолке, Норфолке и Эссексе, Суррее, Бедфордшире и Ноттингемшире, большая часть из которых перечислена в «Малой книге Страшного суда». Это было самое крупное пожалование в Восточной Англии, сделанное Вильгельмом Завоевателем, причём полученные шерифом владения были самыми компактными из всех нормандских феодальных владений в Англии. Центром своих владений Гильом выбрал поместье Ай в Саффолке, располагавшееся недалеко от границы с Норфолком. В тот момент, когда он приобрёл эту землю, там располагалось всего лишь сельское поместье. Воспользовавшись слабостью церковной власти в регионе после низложения епископа Этельмера, шериф организовал там по субботам рынок, конкурирующий с проводившимся в тот же день рынку у епископского собора. Кроме того, Гильом создал парк для охоты на оленей, построил замок Ай типа «мотт и бейли», ставший центром одноимённой баронии, и поселил рядом 25 горожан, превратив Ай в небольшой, но процветающий городок.
Предприимчивость Гильома сделала его владения центром внутренней торговли в Восточной Англии. Процветал и располагавшийся в его владениях морской порт Данвич, в то время как гораздо более крупный конкурирующий порт в Ипсвиче потерял большую часть торговли со Скандинавией, а население в нём сокращалось. По мнению С. Хёрта Гильом пытался наладить торговые пути между Данвичем и портом Арфлёр в Нормандии, располагавшемся в устье Сены неподалёку от его нормандских владений в Гравиле.

## Гибель и наследство
В конце 1071 года Вильгельм Завоеватель послал Гильома с миссией в болотистую местность к югу от Уоша. Судя по всему, она была связана с восстанием Хереварда Уэйка. При этом автор «Gesta Herewardi» не упоминает имени Мале в отчётах о битвах с мятежниками. С. Хёрт сомневается, что с учётом неудач в качестве военачальника в Йорке Вильгельм послал шерифа с военной миссией; по мнению исследователя скорее поручение имело административный характер. В любом случае, какова бы ни была его роль, миссия привела Гильома к гибели.
Основным наследником Гильома стал его старший сын Роберт, унаследовавший большую часть отцовских владений в Восточной Англии, а также в Нормандии. Кроме того, он унаследовал и должность шерифа. В то же время часть владений Гильома была отчуждена: согласно «Книге Страшного суда» в 1086 году рядом его поместий владело не менее 14 преемников. При этом, как отмечает С. Хёрт, во многих случаях эти земли были лишь частью земель в отдельных селениях. Исследователь отмечает, что, возможно, это перераспределение произошло, когда шерифом стал Роджер Биго, воспользовавшийся своим положением, чтобы отменить некоторые решения предшественника. По мнению Хёрта, подобный процесс был следствием хаоса, возникшего в Англии после завоевания (особенно, в Денло, где сильное дробление земельных владений было правилом, а не исключением), и был вполне обычным после смерти арендатора до 1086 года.
Гильом стал основателем рода Мале, некоторые ветви которой существуют в Англии и Франции и в настоящее время.

## Брак и дети
Жена: Эсилия, дочь Жильбера Криспина, кастеляна Тийера и Вексена. Дети:
- Роберт I Мале (умер после 1105), сеньор де Гравиль и феодальный барон Ай с 1071 года, шериф Норфолка и Саффолка в 1080 году[10][11].
- Гилберт Мале[2][11].
- (?) Дюран Мале[2][11].
- Беатрис; муж: Гильом д’Арк (умер около 1090), виконт д’Арк[2][11].
- дочь; муж: Альфред I из Линкольна[2][12].
- дочь; муж: Торольд (умер до 1079), шериф Линкольншира[2][13].